# Amestris
Amestris, también conocida por Amastris o Amástride (en griego, Άμηστρις, Άμαστρις), fue la esposa del rey persa Jerjes I y madre de Artajerjes I.
Era hija de Ótanes. Con Jerjes, Amestris fue madre de tres hijos: Artajerjes, Darío e Histaspes y dos hijas: Rodogine y Amitis.

## Relatos
Algunos relatos de su vida puede reconstruir por medio de algunos pasajes de las Historias de Heródoto, si bien se considera que Heródoto bebió de fuentes persas, estas, de carácter legendario, no sólo sufrieron la trasmisión oral sino también la reelaboración del historiador griego.
Según Heródoto, Jerjes mantenía relaciones amorosas con su sobrina y nuera Artaínta, esposa de su hijo primogénito Darío. En una ocasión, Jerjes prometió a Artaínta que le daría aquello que le pidiera y la petición de ella fue un hermoso manto que Amestris había hecho para su marido. Cuando Amestris se enteró de que Artaínta poseía el manto, supo que su esposo le era infiel, pero creyó que la madre de Artaínta había sido la instigadora de la infidelidad y contra ella dirigió su rencor. Pidió a Jerjes que le entregara a esa mujer como obsequio en un banquete real. Jerjes en un principio no quiso entregársela pero finalmente accedió a ello. Jerges ofreció a su hermano Masistes a una de sus propias hijas a cambio de su esposa, pero este se negó. Entretanto, Amestris había mandado mutilar a la mujer de Masistes, el cual cuando vio el maltrato que había sufrido su esposa, decidió entonces rebelarse contra su hermano, y organizó un ejército pero fue derrotado por el ejército de Jerjes.
Según otro relato de Heródoto, cuenta que Amestris, cuando llegó a una edad anciana, mandó enterrar vivas a siete parejas de muchachos persas de ilustres familia. Esto lo hizo como acción de gracias, por haber llegado a tal edad, al dios que vivía bajo tierra.
Por otra parte, Ctesias cuenta que, durante el reinado de su hijo Artajerjes I, Aqueménides (a quien Ctesias presenta como otro hijo de Amestris) fue muerto por un ejército dirigido por Inaro. Este ejército fue luego derrotado por el general Megabizo, quien prometió respetar la vida de Inaro y de algunos griegos capturados. Amestris pensó que la muerte de Aqueménides iba a quedar sin castigo y pidió repetidamente a su hijo que le entregase a ella a los capturados. Inicialmente, Artajerjes se negó pero al cabo de cinco años se los concedió. Inaro fue empalado sobre tres estacas y los demás fueron decapitados.